# Perto de Mim
Perto de Mim é o segundo álbum de estúdio da dupla brasileira Thaeme & Thiago, lançado em 26 de Março de 2013 pela Som Livre. Os quatro singles do álbum "Hoje Não", "Sinto Saudade", "Deserto" e "Perto de Mim" possui videoclipes gravados pela dupla e disponibilizados no canal no Youtube, o álbum também conta com a participação do cantor Luan Santana na música "Hoje Não".

## Lista de faixas
| N.º            | Título                          | Compositor(es)                | Duração |  |
| 1.             | "A Gente Chora"                 | Gabriel Borges                | 3:44    |  |
| 2.             | "Eu Te Avisei (Fá Fá Fá Fá)"    | Thiago Servo                  | 3:04    |  |
| 3.             | "Só Pra Te Pegar"               | Servo                         | 2:32    |  |
| 4.             | "Deserto"                       | Servo                         | 4:26    |  |
| 5.             | "Por Que Tá Diferente"          | Servo                         | 3:19    |  |
| 6.             | "O Problema é Seu"              | Paula Mattos Servo            | 2:44    |  |
| 7.             | "Hoje Não" (Part. Luan Santana) | Servo Silmara Nogueira Mattos | 2:27    |  |
| 8.             | "Chega Chora"                   | Servo Mattos Nogueira         | 2:55    |  |
| 9.             | "Eu Bebo e Vivo Menos"          | Nogueira Servo                | 2:59    |  |
| 10.            | "Perto de Mim"                  | Servo                         | 3:51    |  |
| 11.            | "Sinto Saudade"                 | Thaeme Mariôto Servo          | 3:34    |  |
| 12.            | "Eu Não Sou Máquina"            | Servo                         | 3:34    |  |
| Duração total: | Duração total:                  | Duração total:                | 38:00   |  |